# Rafter J Ranch
Rafter J Ranch – jednostka osadnicza w Stanach Zjednoczonych, w stanie Wyoming, w hrabstwie Teton.